# Oratorienchor Würzburg
Der Oratorienchor Würzburg ist ein gemischter Chor in Würzburg.

## Geschichte

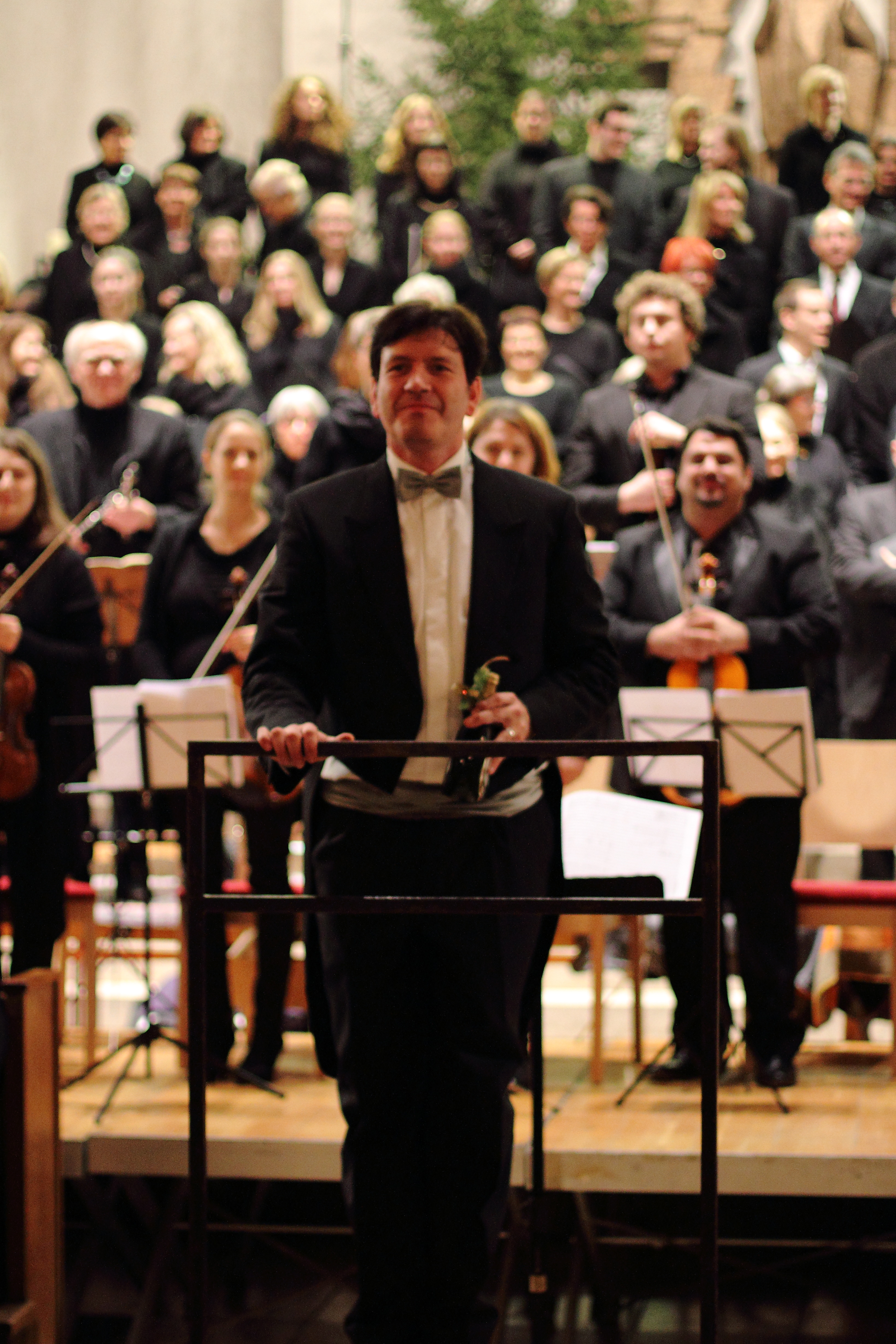
Matthias Göttemann im Dezember 2015

Unter der Leitung von Matthias Göttemann hat sich der Oratorienchor in den Jahren 1994 bis 2000 aus dem Kirchenchor der Martin-Luther-Kirche entwickelt.  Durch projektbezogenes Erarbeiten und Aufführen bekannter Kantaten und Oratorien wuchs die Zahl der Sängerinnen und Sänger in diesem Zeitraum von ursprünglich 25 auf über 100.
Seit 2001 ist der Oratorienchor Würzburg als freier Konzertchor in Würzburg und außerhalb aktiv. Der Martin-Luther-Kirche ist der Chor jedoch weiterhin verbunden und gestaltet so u. a. das kirchenmusikalische Leben und Gottesdienste mit. Als Organisationsform stand bis 2017 der gemeinnützige Würzburger Sängerverein 1847 e. V. hinter dem Konzertchor. Dieser wurde vom damaligen Würzburger Stadtkämmerer Valentin Becker gegründet; er ist heute der älteste noch existierende Chorverein der Stadt. Seit 2018 ist der Oratorienchor eine eigenständige Organisationsform.
Die Sängerinnen und Sänger kommen aus der ganzen Region zu wöchentlichen Proben und gelegentlichen Probensamstagen zusammen, um die großen Konzerte mit geistlichen und weltlichen Oratorien vorzubereiten.
Der Chor tritt in verschiedenen Kirchen und Sälen Würzburgs auf, z. B. in der kath. Augustiner- und Franziskanerkirche, der Seminarkirche St. Michael, im großen Saal der Hochschule für Musik Würzburg, der Neubaukirche, im Congress Centrum Würzburg, dem Vogel Convention Center oder in der evangelischen St.-Johannis-Kirche.
Durch seine Konzertaufführungen hat der Oratorienchor Würzburg  einen vorderen Platz im Kulturleben Würzburgs eingenommen.
Gastkonzerte gab der Chor bisher im Kaisersaal Ebrach, in Haßfurt, in Königsberg i. Bay., in der Wallfahrtskirche Maria Limbach, in Volkach, in Lindesberg (Schweden), in Zinnowitz (Usedom). Im Mai 2008 fand eine Konzertreise nach Frankreich in die Würzburger Partnerstadt Caen statt, im Mai 2010 und 2015 reiste der Chor nach Grignan.
Der Oratorienchor Würzburg arbeitete mit folgenden Orchestern zusammen: Orchester Sinfonietta Würzburg (bestehend aus fortgeschrittenen Studierenden), Orchester Camerata Würzburg (Konzertmeister: Sören Uhde), Prager Philharmoniker KSO, Thüringen Philharmonie Gotha, Nürnberger Symphoniker und Vogtland Philharmonie.
Am 100. Jahrestag des Waffenstillstands von Compiègne (1918) gab der Chor in der Sankt-Johannis-Kirche Würzburg eine Aufführung des Triumphliedes op. 55 von Johannes Brahms unter Mitwirkung des Orchester Würzburg. Als Solist wirkte Sven Fürst (Bass).
Nach der durch die COVID-19-Pandemie in Deutschland bedingten Pause feierte der Chor mit der Aufführung der Cäcilienmesse von Charles Gounod, die der Schutzpatronin der Kirchenmusik gewidmet ist, einen Neubeginn. Mitwirkende waren dabei die Vogtland Philharmonie und als Solisten Christina Roterberg (Sopran), Sangmog Lee (Tenor), Thomas Faulkner (Bass) und Florian Glemser (Klavier).
Im Frühjahr 2022 führte der Chor unter Mitwirkung des Komponisten die Misa Tango von Martín Palmeri auf. Dabei mitgewirkt haben das Orchester Würzburg, Martín Palmeri am Klavier, Stefan Hussong und Siniša Ljubojević am Akkordeon und Henriette Gödde (Alt).
Assistent des Chorleiters ist seit Anfang 2025 Christoph Preiß.